# San Agustín del Guadalix
San Agustín del Guadalix là một đô thị trong Cộng đồng Madrid, Tây Ban Nha. Đô thị này có diện tích 38,3 km², dân số theo điều tra năm 2010 của Viện thống kê quốc gia Tây Ban Nha là 11.885 người. Đô thị này nằm ở khu vực có độ cao 684 mét trên mực nước biển.